# Dichochrysa punctilabris
Dichochrysa punctilabris är en insektsart som först beskrevs av Robert McLachlan 1894.
Dichochrysa punctilabris ingår i släktet Dichochrysa och familjen guldögonsländor. Inga underarter finns listade i Catalogue of Life.